# 2-я Сибирская стрелковая дивизия
2-я Сибирская стрелковая дивизия — пехотное соединение в составе российской императорской армии. Штаб дивизии: Раздольное. Входила в 1-й Сибирский армейский корпус.

## История дивизии

### Формирование
- 1883—1904 — 2-я Восточно-Сибирская стрелковая бригада
- 1904—1910 — 2-я Восточно-Сибирская стрелковая дивизия
- 1910—1918 — 2-я Сибирская стрелковая дивизия

### Боевые действия
В праснышских боях 12 февраля 1915 г. конные разведчики 2-й Сибирской стрелковой дивизии под общим начальством капитана 5-го Сибирского стрелкового полка С. С. Толстова в результате конной атаки захватили у противника 4-х орудийную батарею. В ноябре – декабре того же года капитан Толстов со своими разведчиками неоднократно атаковывал и опрокидывал в конном строю австрийскую и германскую кавалерию. 2-я Сибирская дивизия прославилась отражением совместно с 11‑й Сибирской дивизией всей 12-й германской армии в Наревском сражении в июле 1915 г.— Симонов Д. Г. Сибирские формирования в период Первой мировой войны: краткий исторический обзор
Дивизия - участница Нарочской операции в марте 1916 г. Выдержала газобаллонную атаку германцев в сентябре 1916 г.

## Состав дивизии
- 1-я бригада (Раздольное)
  - 5-й Сибирский стрелковый полк
  - 6-й Сибирский стрелковый полк
- 2-я бригада (Новокиевское)
  - 7-й Сибирский стрелковый полк
  - 8-й Сибирский стрелковый полк
- 2-я Сибирская стрелковая артиллерийская бригада ()

## Знаки различия

### Oфицеры
| Описание     | Знаки различия по состоянию на 1904—1909 гг. | Знаки различия по состоянию на 1904—1909 гг. | Знаки различия по состоянию на 1904—1909 гг. | Знаки различия по состоянию на 1904—1909 гг. | Знаки различия по состоянию на 1904—1909 гг. | Знаки различия по состоянию на 1904—1909 гг. | Знаки различия по состоянию на 1904—1909 гг. | Знаки различия по состоянию на 1904—1909 гг.               |
| ------------ | -------------------------------------------- | -------------------------------------------- | -------------------------------------------- | -------------------------------------------- | -------------------------------------------- | -------------------------------------------- | -------------------------------------------- | ---------------------------------------------------------- |
| Погоны       |                                              |                                              |                                              |                                              |                                              |                                              |                                              |                                                            |
| Классный чин | Полковник                                    | Подполко́вник                                 | Капитан                                      | Штабс-капитан                                | Пору́чик                                      | Подпору́чик                                   | Прапорщик                                    | Зауряд-прапорщик (произведенный из старших унтер-офицеров) |
| Группа       | Штаб-офицеры                                 | Штаб-офицеры                                 | Обер-офицеры                                 | Обер-офицеры                                 | Обер-офицеры                                 | Обер-офицеры                                 | Обер-офицеры                                 | Обер-офицеры                                               |

### Унтер-офицеры и рядовые
|                 |               |                      |                      |          |         |
| Погоны          |               |                      |                      |          |         |
|                 |               |                      |                      |          |         |
| Воинское звание | Фельдфебель   | Старший унтер-офицер | Младший унтер-офицер | Ефрейтор | Рядовой |
| Группа          | Унтер-офицеры | Унтер-офицеры        | Унтер-офицеры        | Рядовые  | Рядовые |

## Командование дивизии
(Командующий в дореволюционной терминологии означал временно исполняющего обязанности начальника или командира).

### Начальники бригады (дивизии)
- 30.10.1883 — 08.11.1884[3] — генерал-майор Депрерадович, Фёдор Михайлович
- 20.11.1884 — 27.02.1886 — полковник (с 30.08.1885 генерал-майор) Беневский, Аркадий Семёнович
- 13.05.1886 — 22.06.1892 — генерал-майор Копанский, Николай Васильевич
- 22.06.1892 — 23.02.1897 — генерал-майор Нищенко, Константин Никанорович
- 23.02.1897 — 16.06.1900 — генерал-майор князь Кильдишев, Павел Андреевич
- 19.06.1900 — 17.07.1900 — генерал-майор Алексеев, Константин Михайлович
- 17.07.1900 — 30.10.1900 — генерал-майор Церпицкий, Константин Викентьевич
- 22.11.1900 — 03.12.1908 — генерал-майор (с 06.12.1906 генерал-лейтенант) Анисимов, Константин Андреевич
- 03.12.1908 — 13.12.1911 — генерал-лейтенант Шатилов, Владимир Павлович
- 23.12.1911 — 16.04.1917 — генерал-лейтенант Поспелов, Сергей Матвеевич
- 18.04.1917 — 13.08.1917 — командующий генерал-майор Ярон, Владимир Иванович
- хх.хх.1917 — хх.хх.1917 — командующий генерал-майор Боровский, Александр Александрович
- 19.11.1917 — хх.хх.1918 — командующий генерал-майор Ремезов, Александр Кондратьевич

### Начальники штаба дивизии
- 30.08.1892 — 27.01.1896 — подполковник Стрельбицкий, Иван Иванович
- 27.02.1904 — 10.06.1906 — подполковник (с 28.03.1904 полковник) Корульский, Александр Николаевич
- 16.08.1912 — 25.12.1915 — полковник Михайлов, Виктор Иванович
- 25.12.1915 — 29.07.1916 — генерал-майор Ярон, Владимир Иванович
- 31.07.1916 — 20.11.1916 — полковник (с 30.10.1916 генерал-майор) Муханов, Александр Владимирович
- 17.03.1917 — 11.10.1917 — полковник (с 30.07.1917 генерал-майор) Пионтковский, Иван Николаевич

### Командиры 1-й бригады
- 21.08.1908 — 28.07.1913 — генерал-майор Ставский, Михаил Иванович
- 16.09.1917 — 15.11.1917 — генерал-майор Боровский, Александр Александрович

### Командиры 2-й бригады
- 11.01.1912 — 03.04.1915 — генерал-майор Енчевич, Марин Драганович
- 03.04.1915 — хх.хх.хххх — генерал-майор Максимов, Митрофан Иванович

### Командиры 2-й Сибирской стрелковой артиллерийской бригады
Бригада сформирована 15 февраля 1904 года.
- 18.02.1904 — 29.04.1907 — полковник (с 17.04.1905 генерал-майор)  Жуков, Николай Николаевич
- 29.04.1907 — 29.10.1907 — полковник (с 30.07.1907 генерал-майор) Громов, Николай Яковлевич
- 14.11.1907 — 06.11.1908 — генерал-майор Нищенков, Никанор Никанорович
- 23.11.1908 — 25.07.1910 — генерал-майор Гусев, Владимир Яковлевич
- 01.08.1910 — 27.09.1912 — генерал-майор Василенко, Александр Павлович
- 02.10.1912 — 07.01.1916 — генерал-майор князь Гантимуров, Алексей Гаврилович
- 11.01.1916 — хх.хх.1917 — полковник (с 07.04.1917 генерал-майор) Подставкин, Павел Васильевич